# Hits (Mauro Scocco-musikalbum)
Hits är Mauro Scoccos första samlingsalbum. "Långsamt farväl" finns med som Mauro egentligen skrev till Lisa Nilsson. Senare släpptes Hits med en extra CD.

## Låtlista

### CD 1
1. "Sarah" – 4:31
2. "Vem är han" – 3:38
3. "Hem till Stockholm" – 3:29
4. "Ingen vinner" – 3:23
5. "Det finns" – 4:10
6. "Någon som du" – 4:01
7. "Till dom ensamma" – 5:00
8. "Om du var min" – 6:31
9. "Nelly" – 4:13
10. "Mitt liv" – 4:19
11. "Överallt" – 4:12
12. "Gå samma väg" – 3:34
13. "Hel igen" – 5:26
14. "Om det är O.K." – 3:59
15. "Kärleken var här" – 4:13
16. "Långsamt farväl" – 4:56

### CD 2 (bonus CD)
1. "Sista gången vi ses" – 3:47
2. "Redo att älska" – 4:31
3. "Stella" – 2:40
4. "I dina ögon (Rob'n'Raz Remix)" – 3:32
5. "Ingen vinner (Rob'n'Raz Remix)" – 4:20
6. "Ingen vinner (Oakland Remix 1991)" – 5:40

## Listplaceringar
| Lista (1997-1999) | Topplacering |
| ----------------- | ------------ |
| Sverige           | 12           |